# Valentín Serov
Valentín Aleksándrovich Serov (en ruso: Валенти́н Алекса́ндрович Серо́в; 19 de enero de 1865 - 5 de diciembre de 1911) fue un pintor ruso y uno de los mejores retratistas de su época.

## Vida y trabajo

### Juventud y educación
Serov nació en San Petersburgo, hijo del compositor ruso Aleksandr Serov y su mujer Valentina Bergman, compositora de raíces germano-judías  e inglesas. Durante su infancia estudió en París y Moscú con Iliá Repin y en la Academia Imperial de las Artes de San Petersburgo (1880-1885) con Pável Chistiakov. La temprana creatividad de Serov fue oscurecida por el realismo artístico de Repin y el estricto sistema pedagógico de Chistiakov. Las siguientes influencias que Serov recibiría fueron de las obras de los antiguos maestros que vio en los museos de Rusia y Europa del Este, las amistades con Mijaíl Vrúbel y (más tarde) con Konstantín Korovin y la creativa atmósfera de la Colonia de Abrámtsevo, a la cual estaba muy unido.

### Primeras obras
Las mejores obras de Serov en su primer periodo fueron retratos: Niña con melocotones (1887), y La muchacha iluminada por el Sol (1888), ambas en la galería Tretiakov. En estas pinturas Serov se concentra en la espontánea percepción del modelo y la naturaleza. En el desarrollo de la luz y el color, la compleja armonía de los reflejos, el sentido de la saturación de la atmósfera, y la fresca y pintoresca percepción del mundo, son características del impresionismo ruso.

### Época de retratos y éxito
A partir de 1890, el retrato se convertiría en el género por excelencia de Serov. Fue en este campo que su estilo se volvería pronto más claro, siendo las pinturas notables por las características psicológicas de sus temas. Los modelos preferidos de Serov eran actores, artistas, y escritores (Konstantín Korovin, 1891, Isaak Levitán, 1893, Nikolái Leskov, 1894, Nikolái Rimski-Kórsakov, 1898 -todos en la Galería Tretiakov). 
Inicialmente se abstuvo del estilo polícromo y brillante de la década de 1880, prefiriendo el empleo de la escala de grises o tonos marrones. A veces, características impresionistas aparecían en borradores de un retrato, o para capturar el sentido de un movimiento espontáneo. Como en las obras de sus contemporáneos John Singer Sargent y Anders Zorn, el impresionismo no es doctrinario, pero deriva tanto como del estudio de Hals y Velázquez como de la teoría moderna. Contando con una gran popularidad, en 1894 Serov se unió con los Peredvízhniki (Los Itinerantes) y tomó parte de importantes comisiones, de entre ellas realizó retratos del gran duque Pável Aleksándrovich, (1897, galería Tretiakov), S.M. Botkin, 1899, y F.F. Yusúpova, 1903 (ambos en el Museo Ruso de San Petersburgo).

En estas ejecuciones verdaderamente pintorescas y composicionalmente hábil de una forma grandiosa, Serov usa un dibujo lineal y rítmico consistentemente junto con combinaciones de color decorativas. 

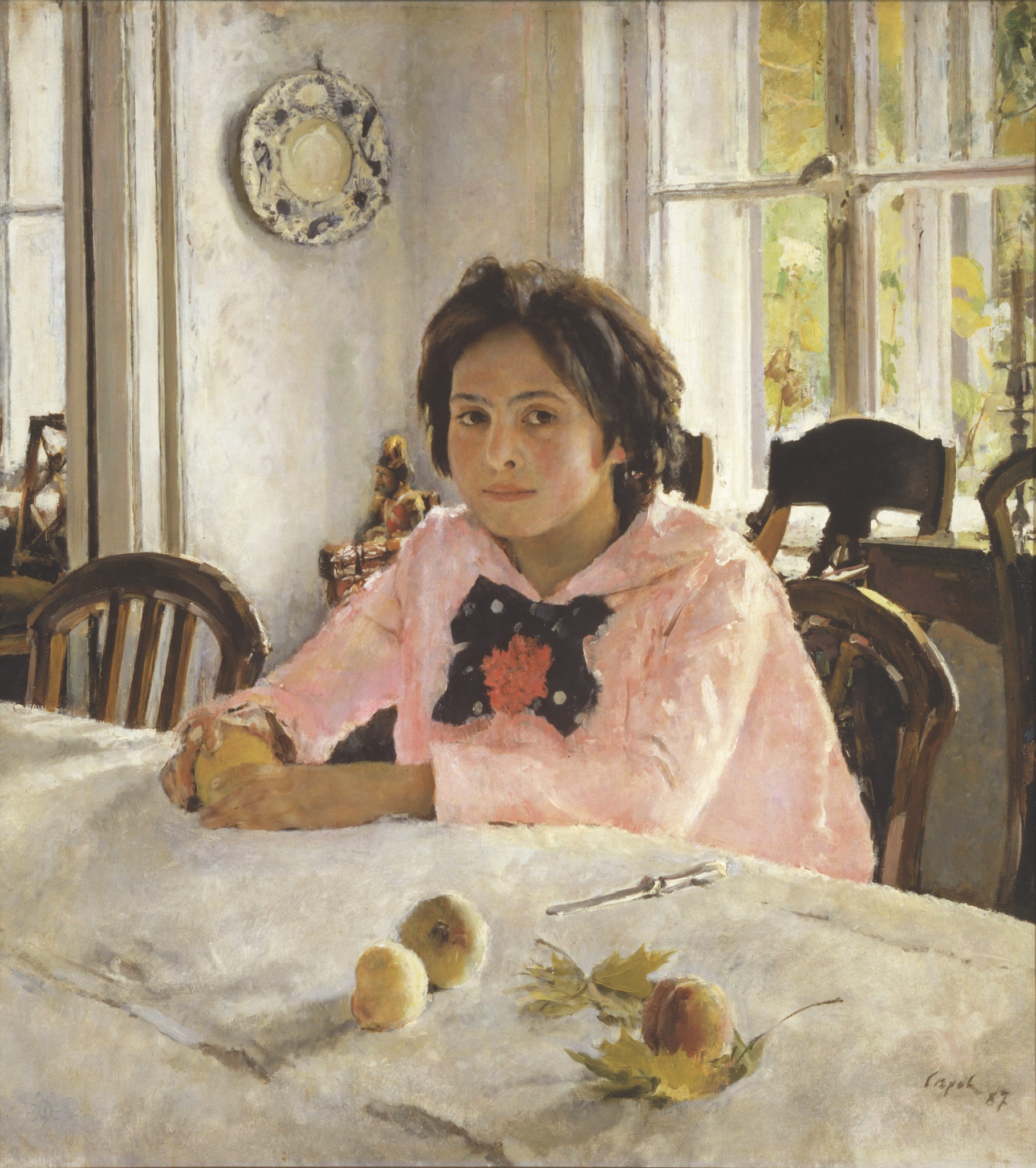
Niña con melocotones (1887) es considerado generalmente el punto de partida del Impresionismo ruso.

Al mismo tiempo, desarrolló otra dirección en claro contraste: con frecuencia pintaba retratos de cámara sinceros e íntimos, la mayoría de ellos de niños y mujeres. En los retratos de niños, Seróv aspiró a capturar la pose y los gestos, revelar y enfatizar una espontaneidad en los movimientos, sincera limpieza y claridad en la actitud del niño (Niños, 1899, Museo Ruso; Mika Morózov, 1901, Galería Tretiakov).
Serov frecuentemente usaba vaios tipos de técnicas gráficas - acuarelas, pasteles, litografías y algunas más. Las formas en los retratos de Serov adquirieron cada vez más y más gráficamente refinadas y económicas, especialmente durante el periodo tardío. (Vasili Kachálov, 1908, Tamara Karsávina, 1909; numerosas figuras de las fábulas de Iván Krylov, 1895-1911). De 1890 a 1900 Serov produjo algunos paisajes de temas campestres, en los cuales la dirección artística tomó un giro romántico.

### Últimas obras
Durante su último periodo, que empieza en 1900, Serov fue un miembro del Mir iskusstva (el mundo del arte), una influyente asociación de arte y revista rusa que surgió, en parte, debido a la insatisfacción con el movimiento de Los Itinerantes. A comienzos de siglo, Serov estaba en un punto de cambio estilístico: las características impresionistas de sus obras desaparecieron, y su estilo modernista más desarrollado, pero la comprensión realista de la naturaleza de sus retratos permaneció constante en él. A principios de 1900 Serov creó retratos basados en imágenes de héroes; dentro del género del retrato de moda, Serov se centró en la representación dramática de creativos artistas, escritores, actores y músicos de importancia: los retratos de Maxim Gorki (1904), A.M. Museo de Gorki, Moscú; María Yermólova (1905), Fiódor Chaliapin (carboncillo, 1905) — ambos en la Galería Tretiakov.
Las creencias democráticas de Serov se mostraron claramente durante la Revolución de 1905 a 1907: representó un gran número de figuras satíricas sobre los castigadores. Miembro de la Academia Imperial de las Artes de San Petersburgo desde 1903, en 1905 abandona la organización como gesto de protesta contra la ejecución de trabajadores en huelga y sus familias el 9 de enero, episodio conocido como «Domingo Sangriento». Su creatividad encuentra ahora expresividad en la pintura histórica (Peter II departure and Empress Elizabeth Petrovna on hunting, 1900, Museo Ruso), y la profunda comprensión de la pervivencia histórica de una época (Pedro I, 1907, Galería Tretiakov). 
Los últimos años de la vida de Serov estuvieron marcados por los trabajos en temas de la mitología clásica. Mientras pintaba imágenes de las antiguas tradiciones, Serov dota las materias de los sujetos clásicos con su propia interpretación personal. Valentín Serov murió en Moscú el 5 de diciembre de 1911.

## Legado
Las más destacadas obras de Serov se encuentran entre las mejores del arte realista ruso. Impartió clases en la Escuela de Pintura, Escultura y Arquitectura de Moscú de 1897 a 1909), y de entre sus alumnos encontramos a Pável Kuznetsov, N.N. Sapunov, Martirós Saryán, Kuzmá Petrov-Vodkin, N.P. Ulyánov y Konstantín Yuón.

## Algunas obras

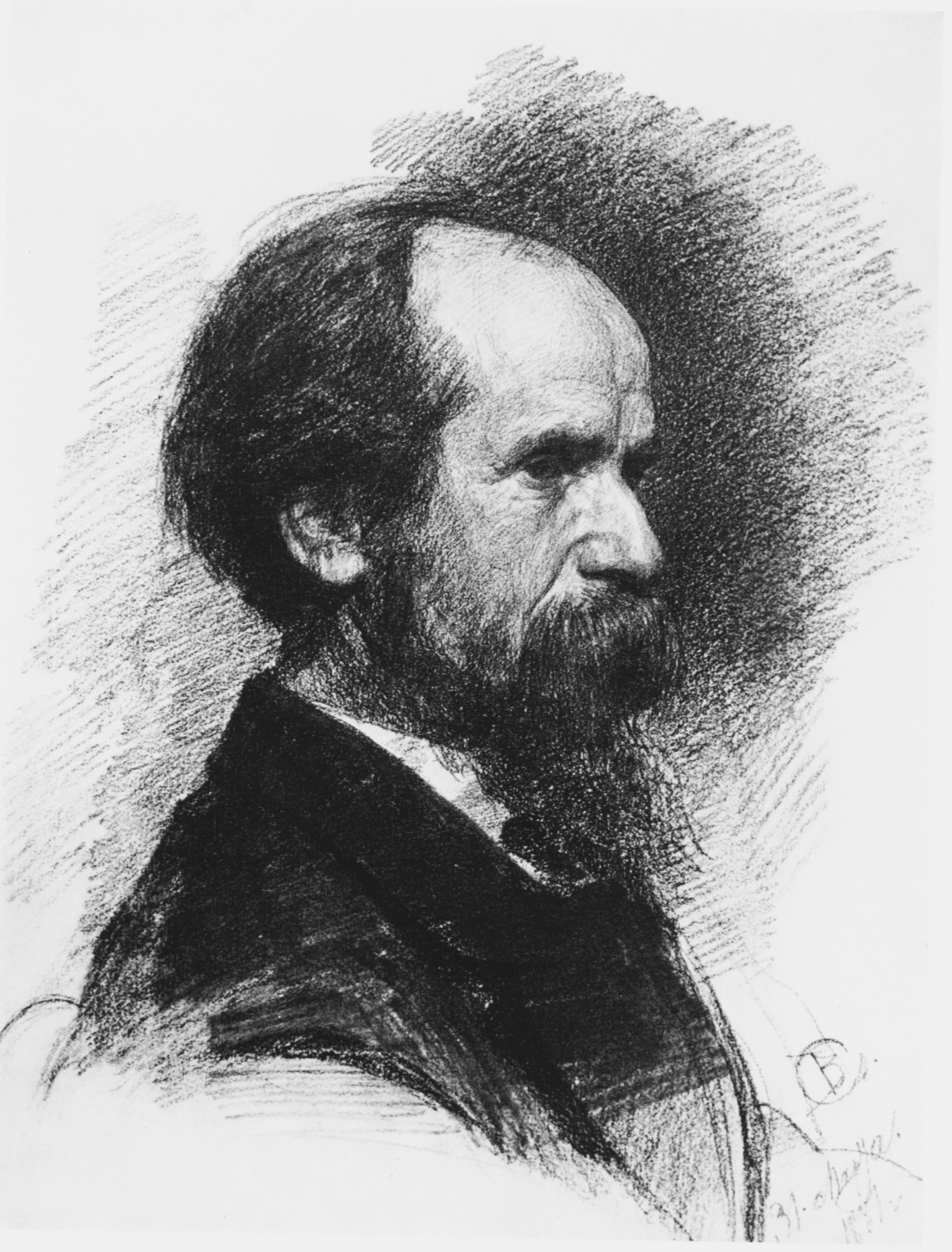
Pável Chistiakov, 1881
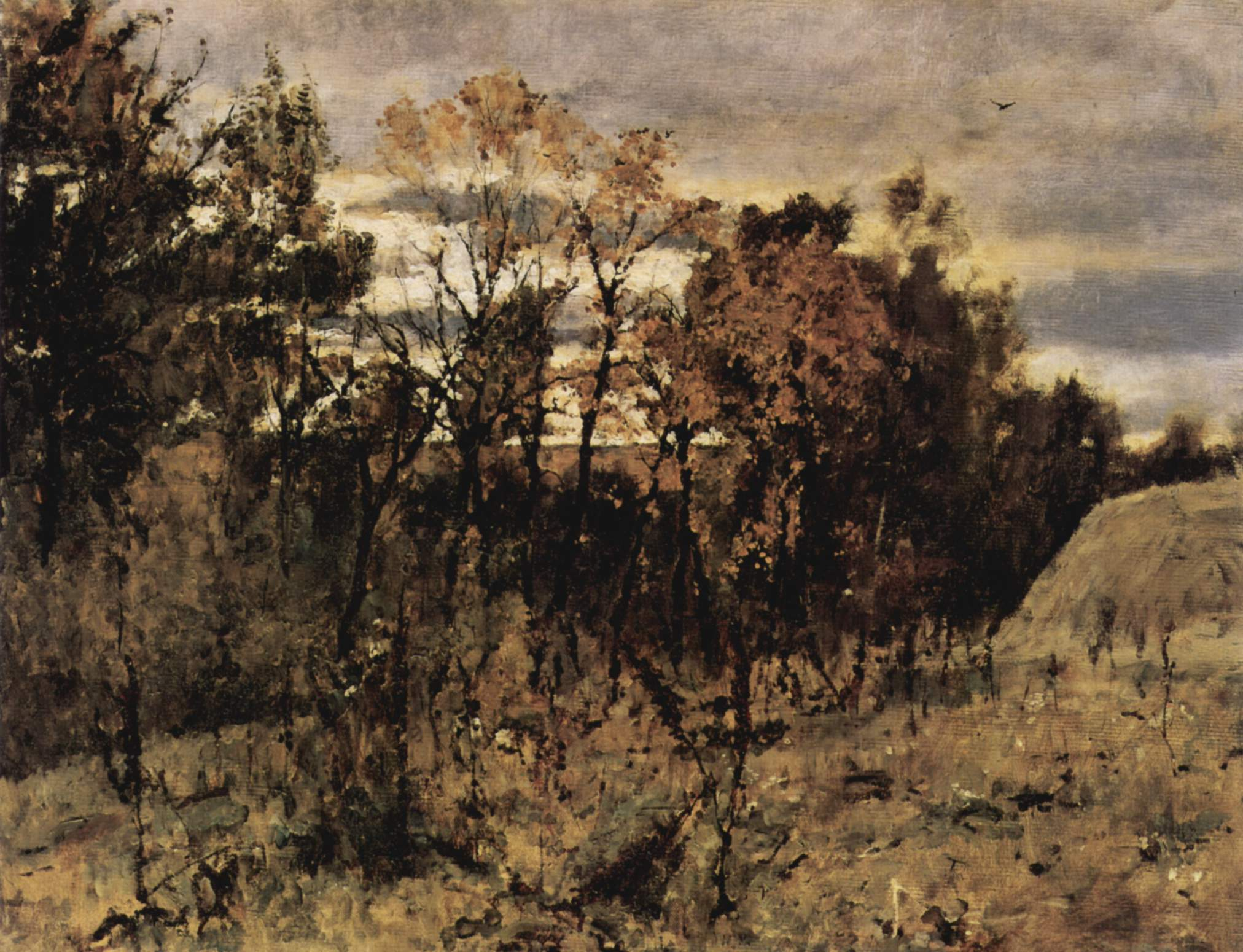
Domotkánovo, 1886
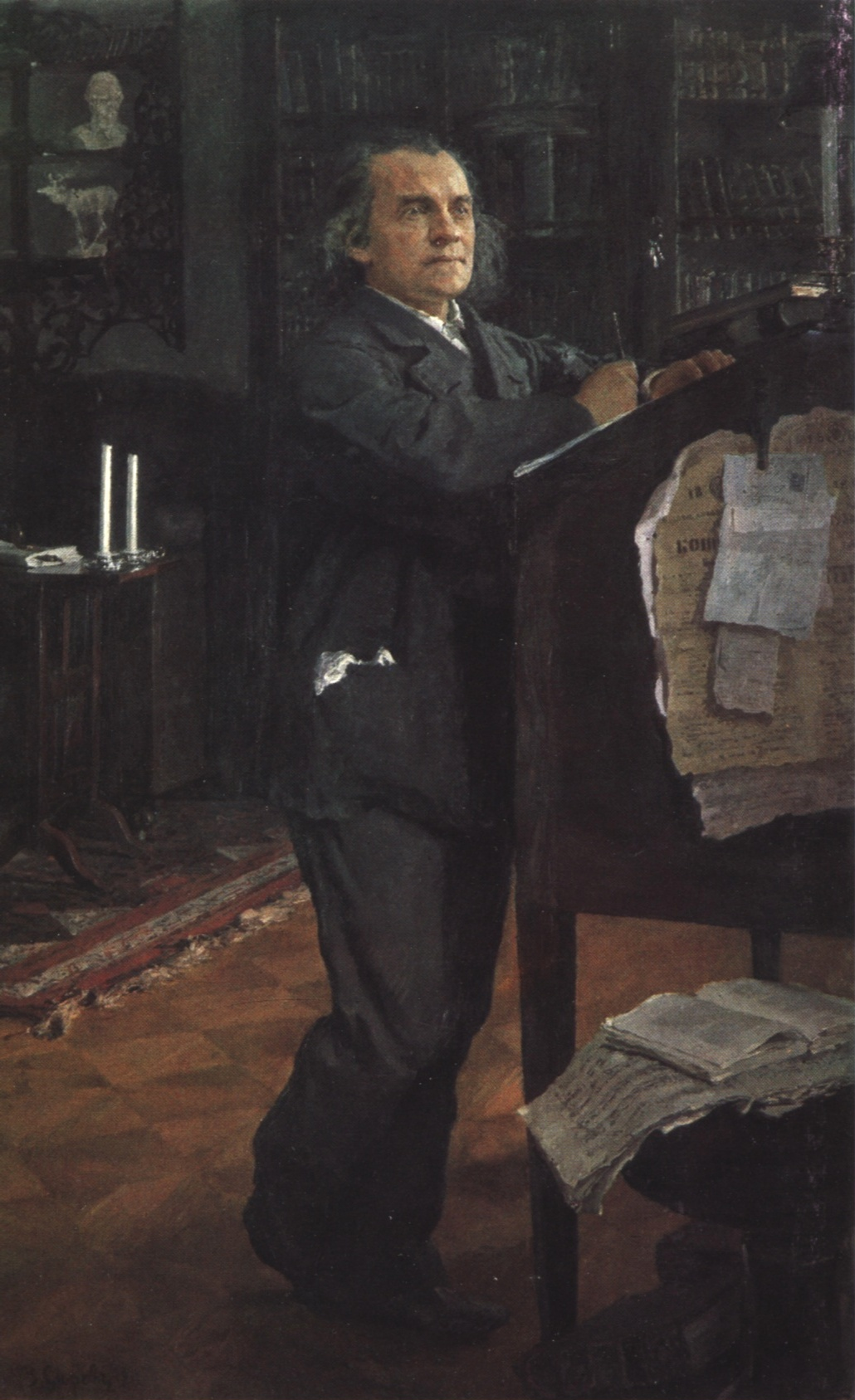
Compositor Aleksandr Serov (padre), 1887-1888
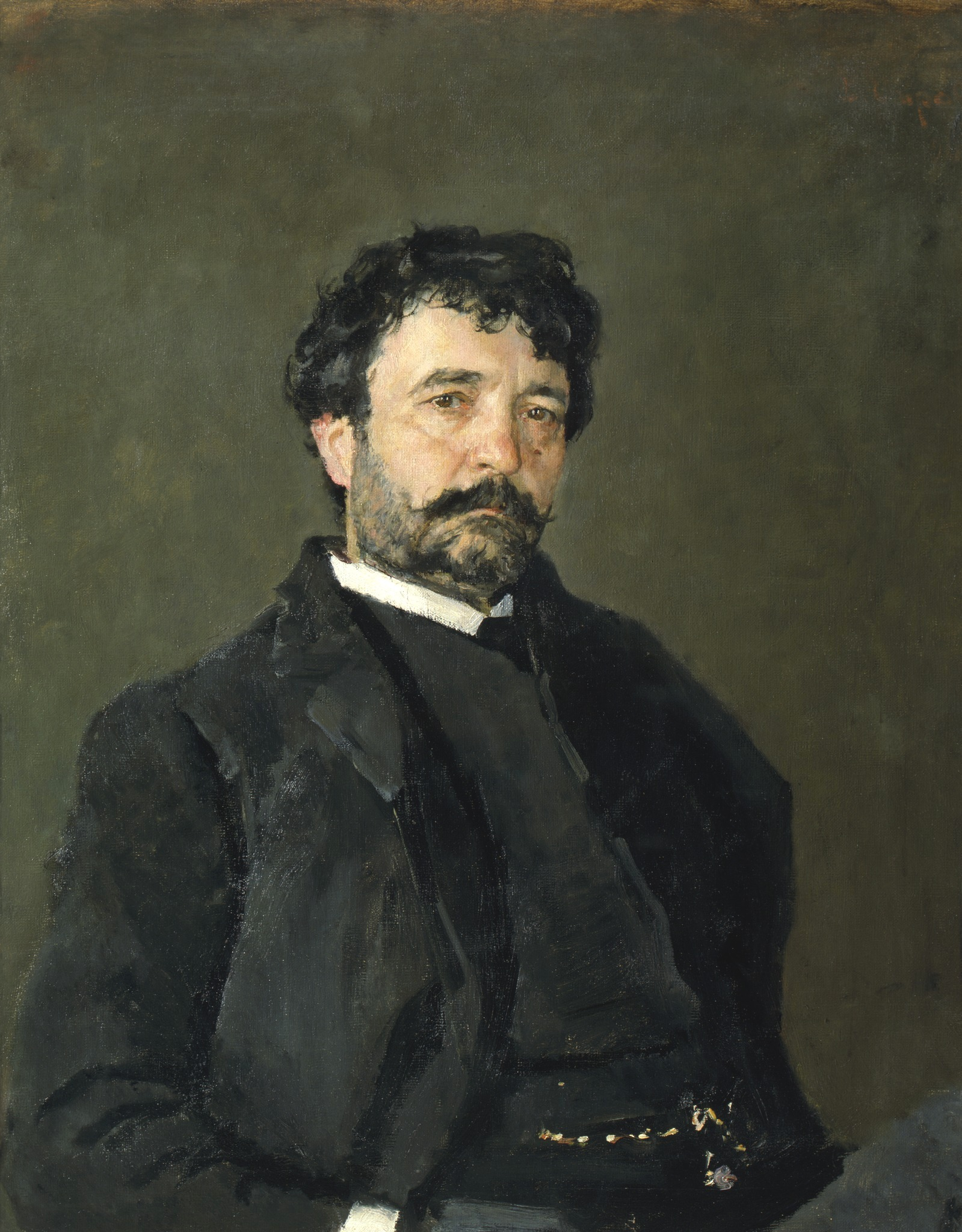
Retrato del cantante italiano Angelo Masini 1890
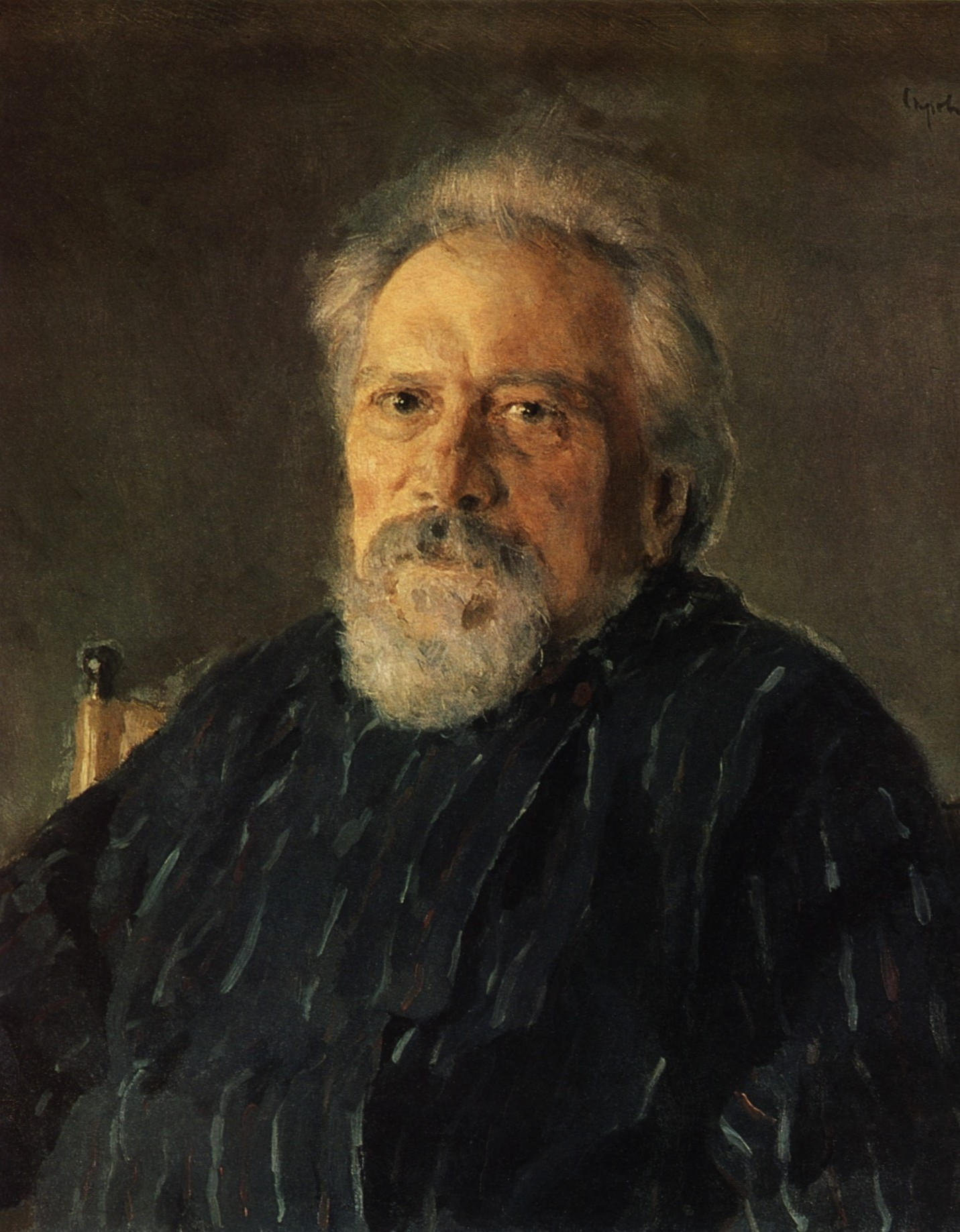
Nikolái Leskov, 1894
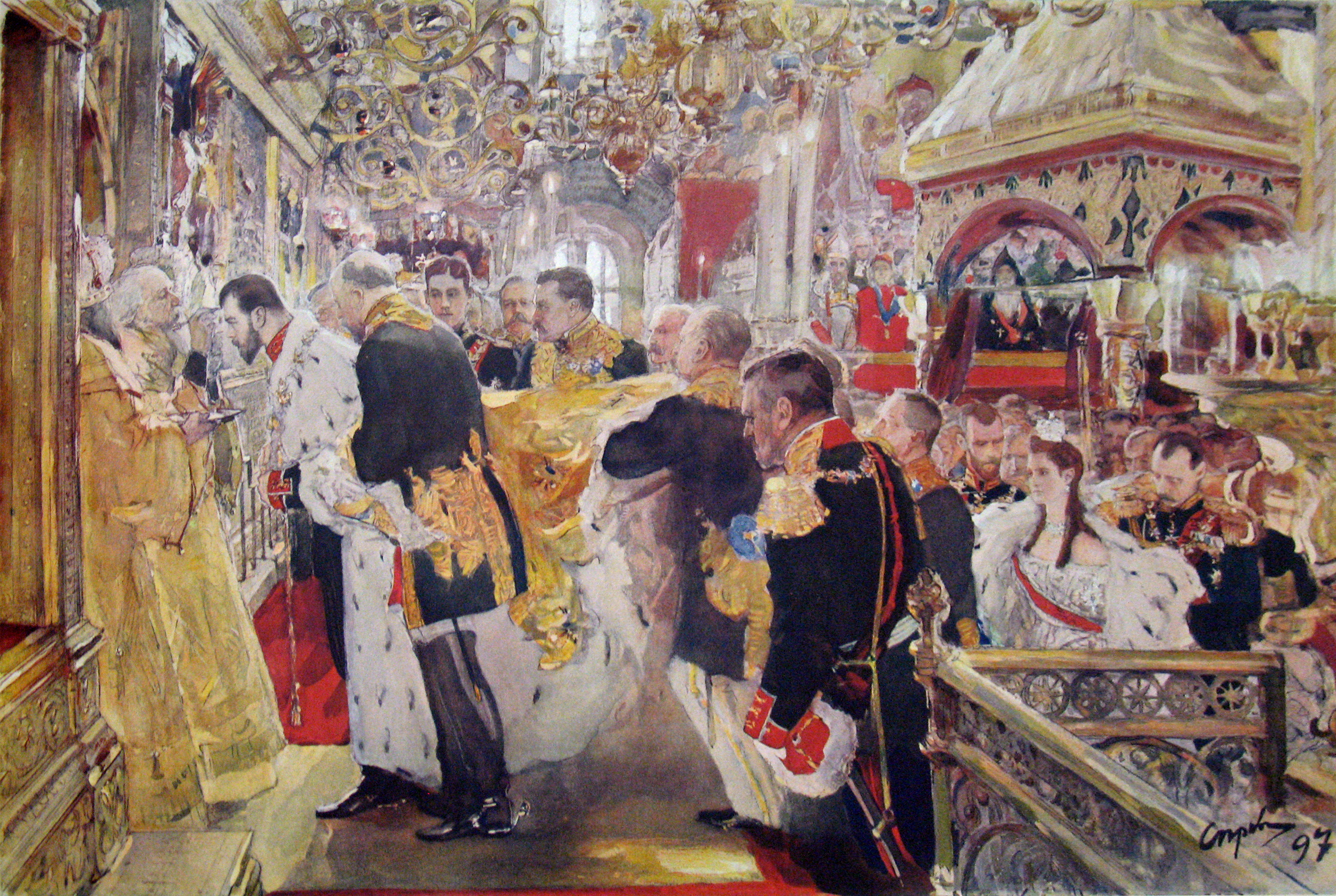
Coronación de Nicolás II de Rusia
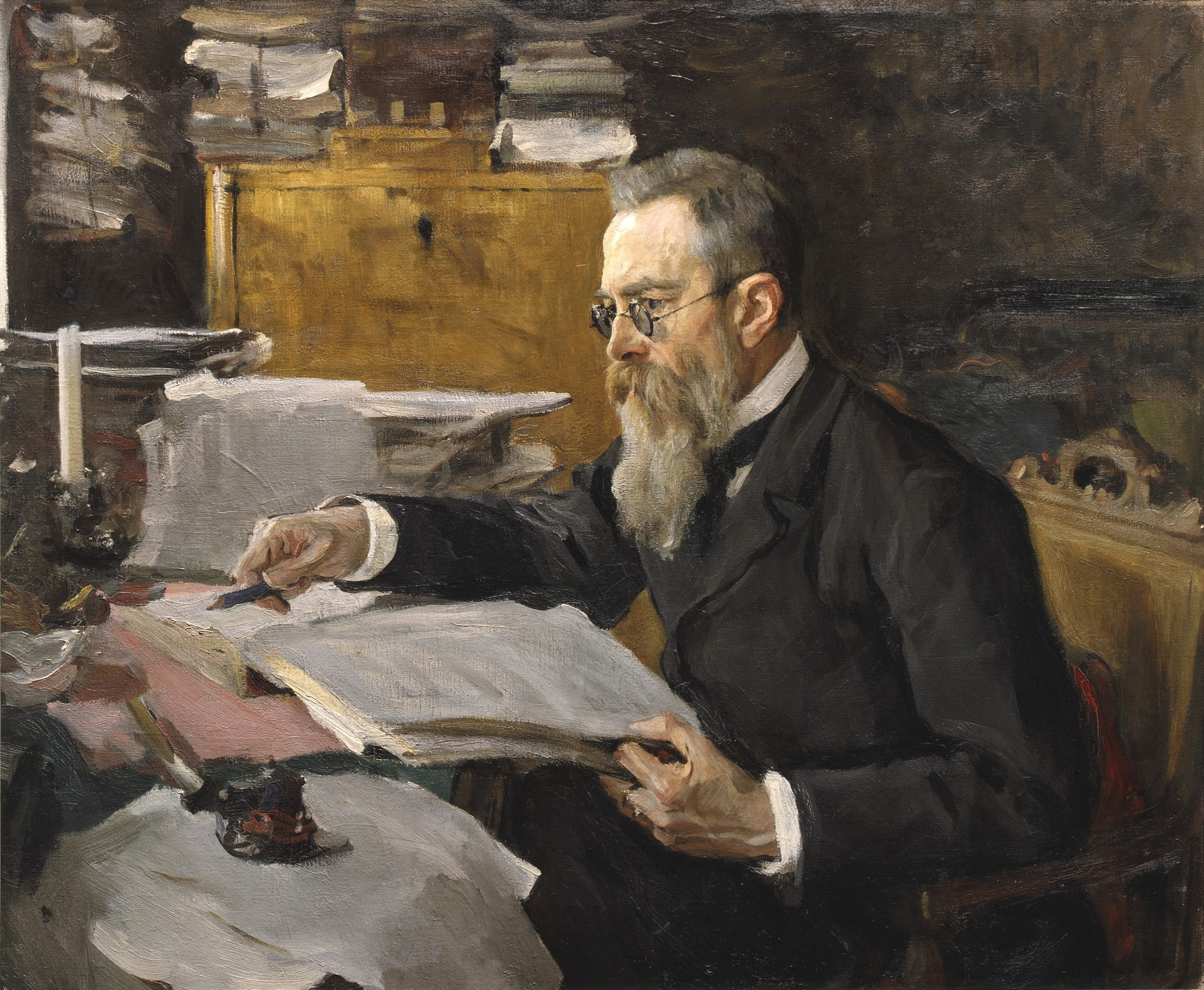
Retrato de Nikolái Rimski-Kórsakov 1898
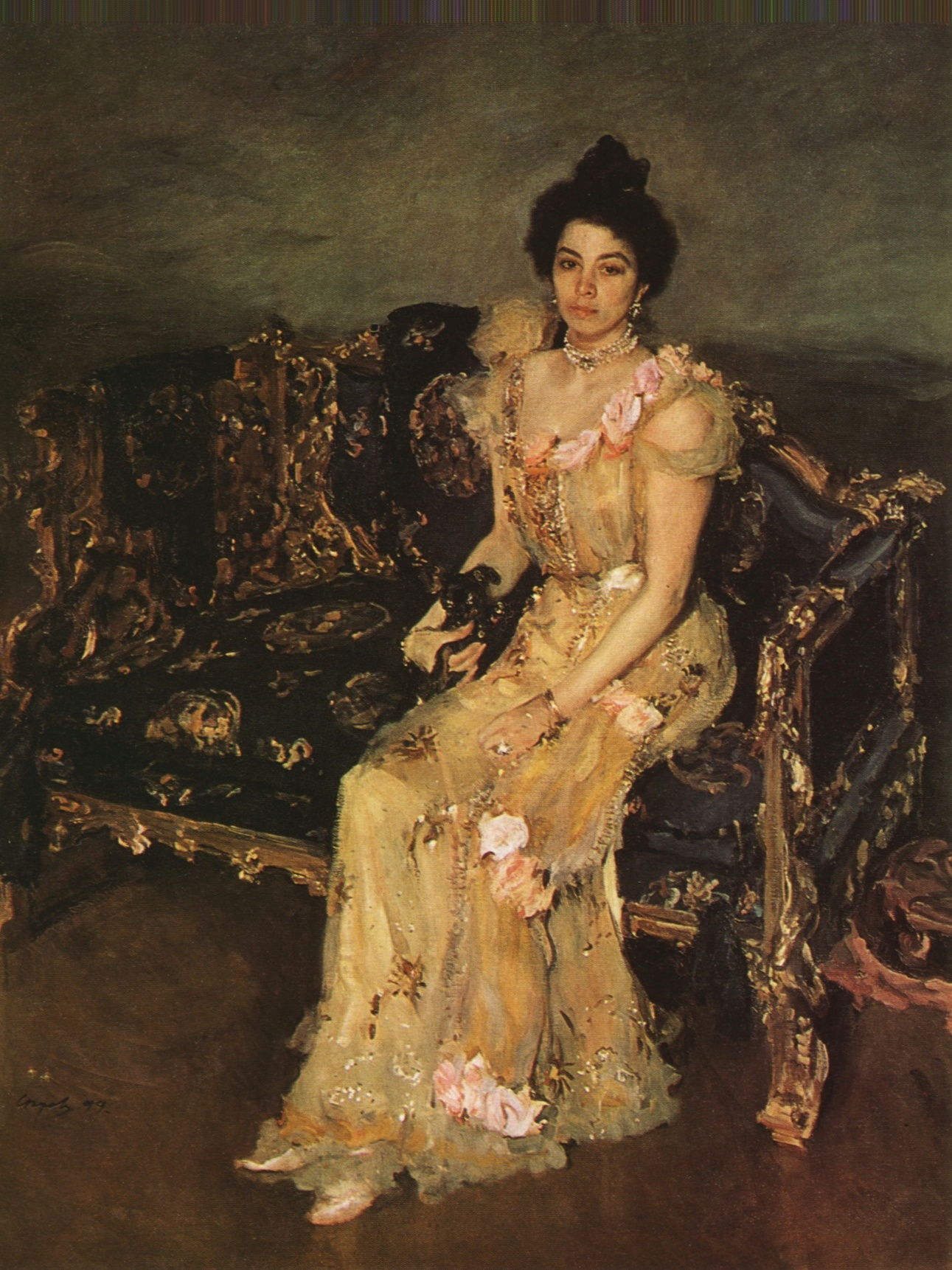
S.M. Bótkina, 1899
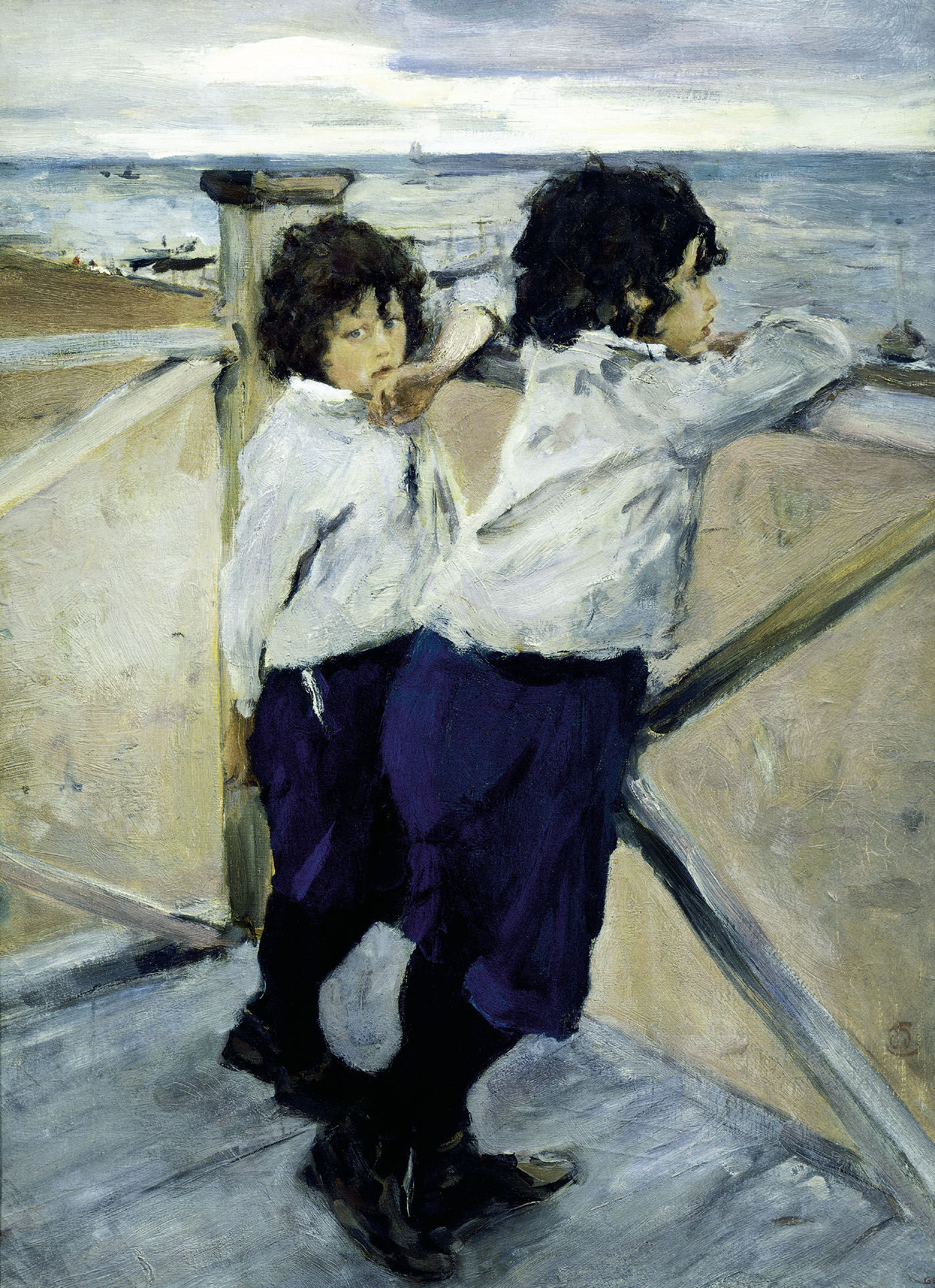
Niños, 1899
Retrato de Isaak Levitán, 1893
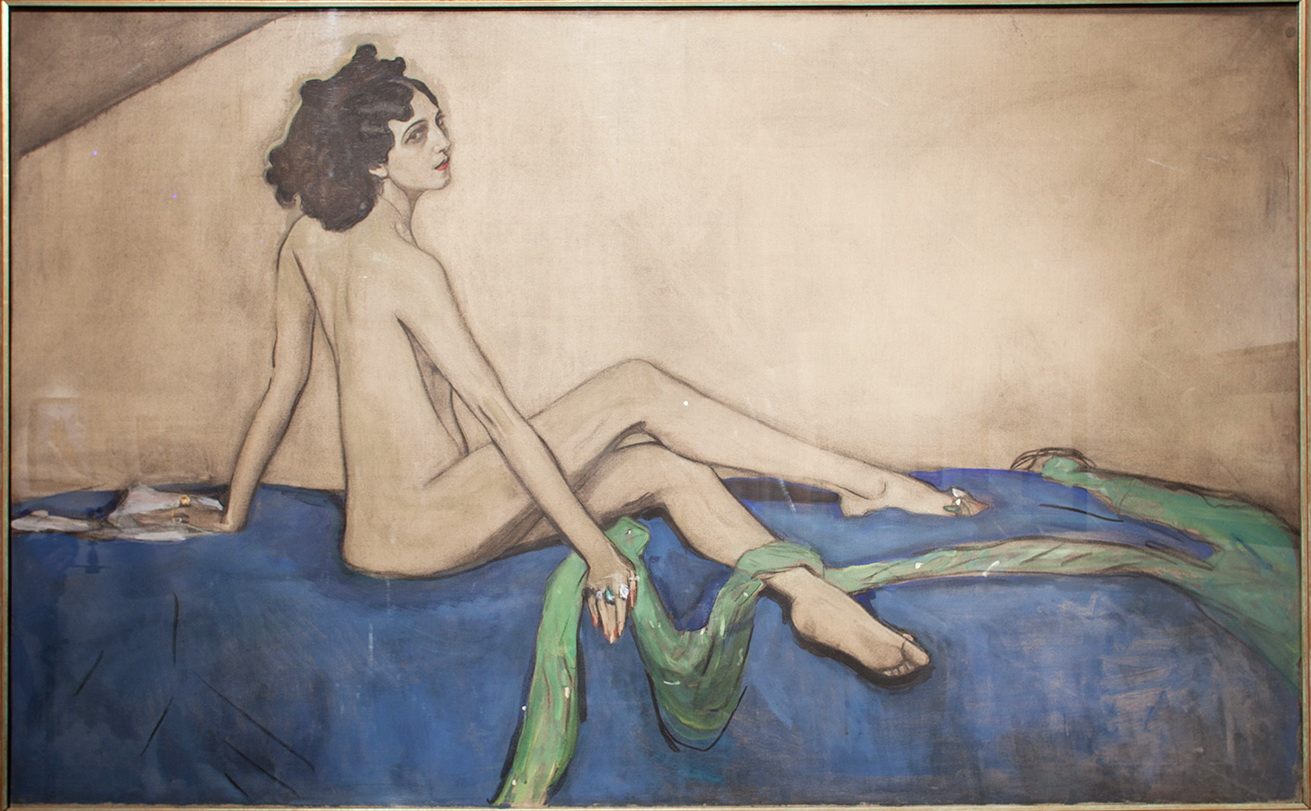
Retrato de Ida Rubinstein, 1910
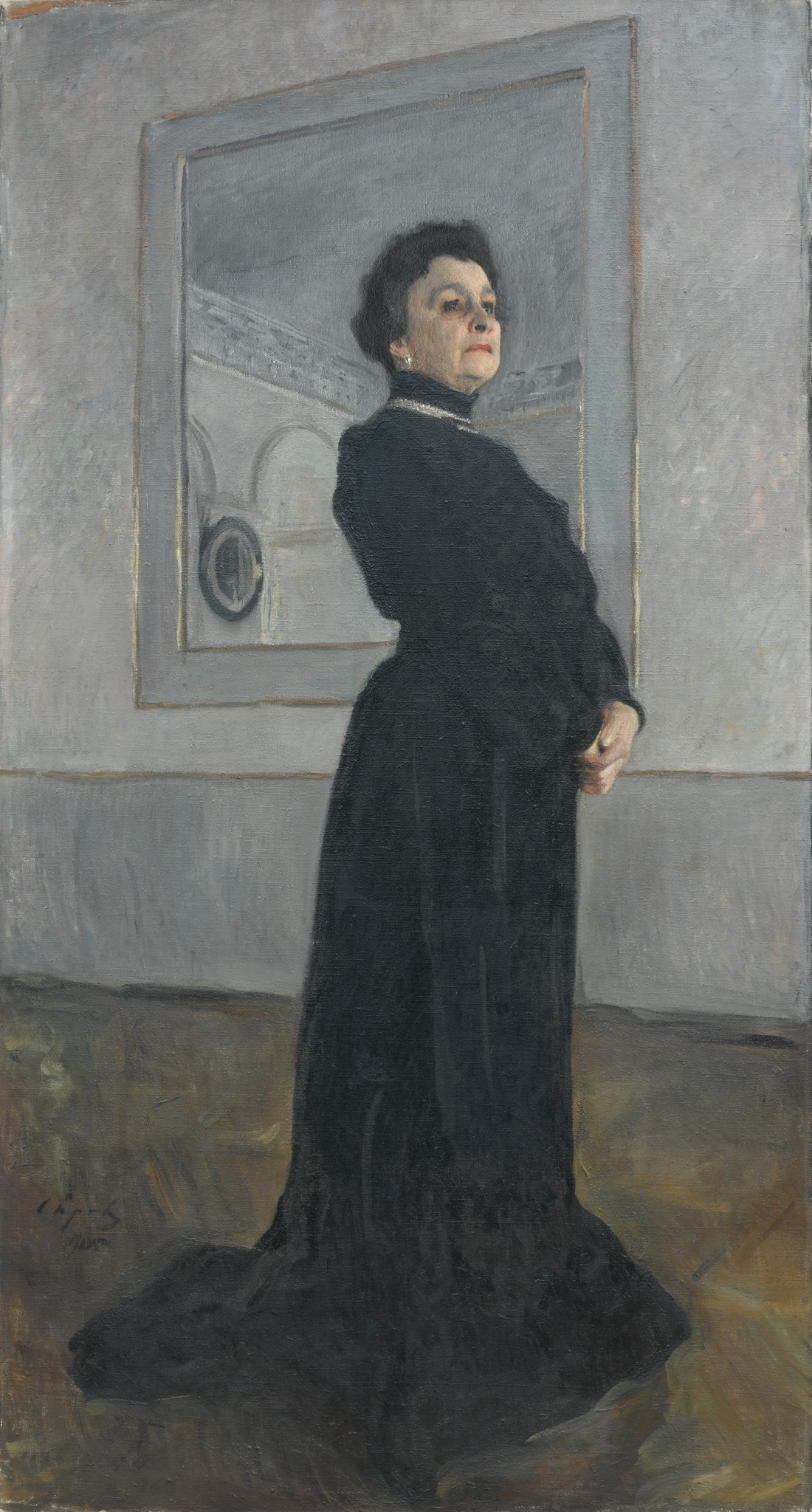
Retrato de María Yermólova, 1905
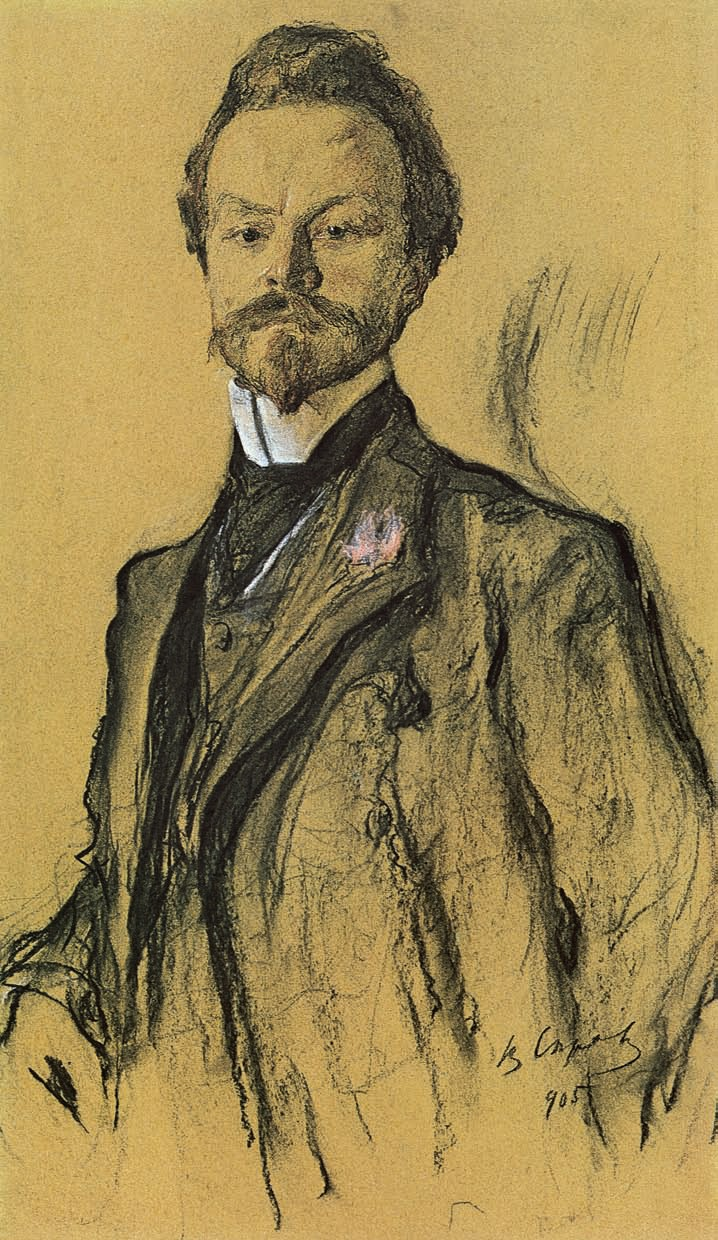
Retrato de Konstantín Balmont, 1905
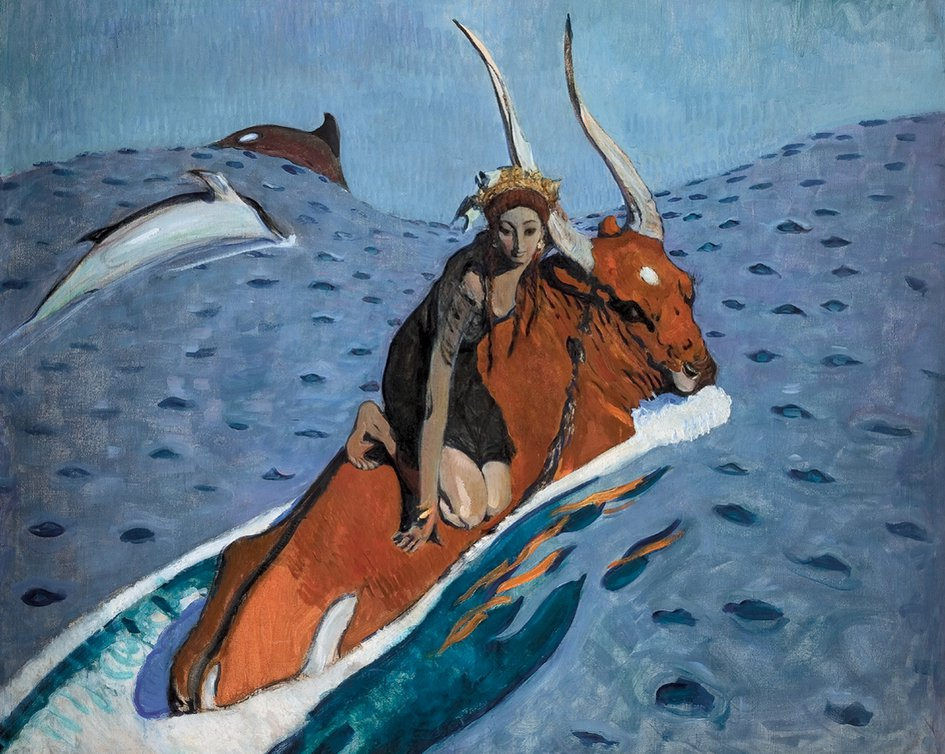
El rapto de Europa, 1910